# 比丁根
比丁根（德語：Büdingen，發音：[ˈbyːdɪŋən]）是德国黑森州达姆施塔特行政区韦特劳县的城市，面积122.88平方千米，2023年12月31日人口为22,607人。
比丁根曾是同名县的县治。1972年黑森行政区划改革，比丁根县和弗里德贝格县合并为韦特劳县，弗里德贝格为新县治。

## 友好城市
比丁根共与六座城市结为友好城市关系：
- 比利时 希斯特尔（1964年）
- 法國 卢代阿克（1983年）
- 美国 廷利帕克（1989年）
- 德国 埃尔斯特河畔黑尔茨贝格（1990年）
- 捷克 布伦塔尔（2001年）
- 羅馬尼亞 塞贝什（2007年）